# CODATA
Het CODATA (Committee on Data for Science and Technology) is een interdisciplinaire commissie, opgericht door het ICSU in 1966. 
CODATA tracht de kwaliteit, de betrouwbaarheid, het beheer, de toegankelijkheid en de verspreiding van wetenschappelijke numerieke gegevens te verbeteren en biedt wetenschappers en ingenieurs toegang tot internationale projecten en activiteiten rondom het uitwisselen van nieuwe wetenschappelijke en technologische kennis.
CODATA publiceert op regelmatige tijdstippen de meest actuele en internationaal erkende lijst van de natuurkundige constanten.